# Matthias Beltz
Matthias Beltz, né le 31 janvier 1945 à Wohnfeld/Vogelsberg et mort le 27 mars 2002 à Francfort-sur-le-Main, est un artiste de cabaret allemand et un auteur indépendant.

## Biographie
Fils d'un commerçant et d'un professeur de commerce, Matthias Beltz, grandi à Gießen, où la famille a déménagé en 1945, après la disparition du père sur le Front de l'Est. Il est diplômé du Alte Realgymnasium (maintenant Herder Schule) et après l'obtention de son diplôme en 1964, il suit les cours de droit à Marburg. À partir de 1966, il s'inscrit à l'Université de Francfort-sur-le-Main, où il rejoint le SDS (Socialist German Student Union). Il fait la connaissance de Daniel Cohn-Bendit, Joseph Fischer et son ami de longue date, Johnny Klinke. L'examen de droit de 1969 est suivi d'un emploi d'un an auprès de l'organisation d'aide juridique étudiante Republican Hilfe. Il commence son stage juridique à Darmstadt et à Offenbach en 1971 puis est ouvrier chez Adam Opel AG à Rüsselsheim. À cette époque, il est membre de la section de Francfort de Revolutionärer Kampf, qui voulait mener la révolution dans les entreprises. Il est resté chez Opel jusqu'en 1977, mais le groupe s'était déjà dissous depuis des années. À cette époque, Beltz fait ses premières apparitions sur les planches avec d'habiles parodies de Willy Brandt.
De 1976 à 1981, il est membre du Karl Napps Chaos Theater, dont est issu en 1982 le Vorläufige Frankfurter Fronttheater avec Hendrike von Sydow et Dieter Thomas. De plus, Beltz est depuis 1984 sur scène et à la télévision aux côtés de Heinrich Pachl. Depuis 1989, il est également apparu comme artiste de cabaret solo avec des programmes tels que l'Freispruch für alle – Gnade für niemand, Füße im Feuer et Notschlachten dans de nombreuses villes allemandes. En outre, il collabore avec d'autres artistes pour divers projets, comme en 1989 avec les musiciens Anne Bearenz et Frank Wolff dans Liberté, Egalité, Variété ou avec des collègues de cabaret tels que Horst Schroth, Arnulf Rating, Heinrich Pachl et Achim Konejung au Reichspolterabend. À partir de décembre 1996, il joue la grenouille dans Die Fledermaus au Gießener Stadttheater. Il a également régulièrement participé à l'émission de télévision Ottis Schlachthof au BR depuis cette même année.
En 1988, Beltz, avec Johnny Klinke et Margareta Dillinger, fonde à Francfort le Variety Tigerpalast. Son premier programme solo majeur en 1989 est Gnade für niemand – Freispruch für all.
De novembre 1995 à 1998, Beltz a invité des invités illustres au Theater am Turm, dans le Bockenheimer Depot, pour la Montagabendgesellschaft. En 2001, il succède à Hanns Dieter Hüsch en tant qu'organisateur de la soirée sociale SR.
Matthias Beltz est mort en 2002 dans son appartement de Francfort-Sachsenhausen, victime d'une crise cardiaque, juste avant un concert en soirée au Tigerpalast. Il est enterré au cimetière principal de Francfort.

## Prix
- 1991: Grand prix du cabaret allemand
- 1992: étoile de l'année de l'AZ de Munich
- 1993: Prix Adolf Grimme d'or pour Nachschlag
- 1993: Prix du cabaret allemand
- 1999: vainqueur du 3e Vorarlberger Blindverkosten à Schwarzenberg
- 2003: Prix du cabaret bavarois Ehrenpreis (à titre posthume)
- 2004: star de la satire sur le Walk of Fame du cabaret

### Bases de données
- Notices d'autorité :   - VIAF
  - ISNI
  - IdRef
  - LCCN
  - GND
  - Pays-Bas
  - NUKAT
  - WorldCat
- « Matthias Beltz » (présentation), sur l'Internet Movie Database
- (de) « Publications de et sur Matthias Beltz », dans le catalogue en ligne de la Bibliothèque nationale allemande (DNB).
- Notices dans des dictionnaires ou encyclopédies généralistes :   - Deutsche Biographie
  - Frankfurter Personenlexikon
  - Munzinger